# Ken Hashikawa
Ken Hashikawa (en japonès: 橋川 健, Tòquio, 8 de maig de 1970) és un ciclista japonès, professional del 1994 al 2008. Un cop retirat, passà a la direcció de diferents equips.

## Palmarès
- 1995
  -  Campió dels Japó en ruta
- 1996
  - 1r a la Volta a Okinawa
- 1999
  - 1r a la Volta a Hokkaidō i vencedor d'una etapa
- 2000
  - Vencedor d'una etapa a la Volta a Hokkaidō